# Estádio Nacional de Cabo Verde
Het Estádio Nacional de Cabo Verde is een multifunctioneel stadion in Praia, de hoofdstad van Kaapverdië. Het wordt vooral gebruikt voor voetbalwedstrijden. Het nationale elftal van Kaapverdië speelt hier zijn thuiswedstrijden. In dit stadion kunnen 15.000 toeschouwers.

## Opening
Het stadion is gebouwd met behulp van geld uit China. Er werd in oktober 2010 een start gemaakt met de bouw van het stadion. Oorspronkelijk zou de opening van het stadion in juni 2012 zijn, maar omdat de capaciteit van 10.000 naar 15.000 moest worden opgeschroefd werd de opening gepland voor oktober 2013. Uiteindelijk was de opening pas op 23 augustus 2014. De eerste wedstrijd van het nationale elftal volgde op 10 september 2014, een kwalificatiewedstrijd voor het Afrikaans kampioenschap voetbal 2015. Kaapverdië won deze met 2–1 van Zambia.